# 1348.
◄ | 13. stoljeće | 14. stoljeće | 15. stoljeće | ►
◄ | 1310-ih | 1320-ih | 1330-ih | 1340-ih | 1350-ih | 1360-ih | 1370-ih | ►
◄◄ | ◄ | 1345. | 1346. | 1347. | 1348. | 1349. | 1350. | 1351. | ► | ►►
Arhitektura • Astronomija • Glazba • Knjige • Književnost • Kršćanstvo • Medicina • Pravo • Promet • Slikarstvo • Znanost

## Događaji
- Karlo IV. Luksemburški otvorio Sveučilište u Pragu, prvo u središnjoj Europi.

## Vanjske poveznice
|  | Zajednički poslužitelj ima još gradiva o temi 1348. |